# María Soledad (telenovela)
María Soledad é uma telenovela equatoriana transmitida na Ecuavisa entre 24 de julho de 1995 a 17 de novembro de 1995 em 75 capítulos.
Foi escrita por María Antonieta Gómez, produzida por Centauro Produções e dirigida por Carl West. É uma adaptação de Marisela, telenovela venezuelana do desaparecido RCTV de 1982. A personagem principal é María Soledad, uma jovem pouco instruída, mas perspicaz, possui uma encantadora beleza que cativará as miradas de todos os homens.
Foi protagonizada por Lady Noriega, Mauro Urquijo e Marisol Romero, com as participações antagônicas de Álvaro Ruiz, Stella Rivero, Eduardo Hurtado e Estela Álvarez.

## Sinopse
María Soledad é o drama de uma pouco instruída, mas perspicaz jovem, possui uma encantadora beleza que cativará as miradas de todos os homens.
Ela foge de seu povo e de seu alcoólico e abusivo pai com a companhia de seu amor platônico. Com uma mala cheia de esperanças, viaja à cidade de Guayaquil em procura de um novo caminho em sua vida. Marisol faz-se passar pela esposa de um dos industriais mais ricos do país, Alejandro Montalvo, e consegue hospedar sem um centavo no hotel O Leão, cujo dono é cliente regular de um dos armazéns de Dom Alejandro. No hotel reside a manipuladora Elena, quem vê a Marisol e àquela suposta relação com Dom Alejandro como uma magnífica fonte de rendimentos, pelo que astutamente se apresenta ante ela como uma «conselheira e guardiã de seus interesses». 
Instalada no que pareceria ser sua nova vida, Marisol conhecerá acidentalmente a Ricardo Montalvo, ignorando que é filho do acaudalado Alejandro. Desde o primeiro intercâmbio de miradas, Ricardo cai perdidamente apaixonado por Marisol, a quem dedica uma doce atenção sem medidas. Sua determinação por apaixonar a María Solidão e a atração inevitável entre os dois serão a chispa que acenda um enardecido e incomparável romance, que desafia os convencionalismos e conquistará as diferenças entre classes sociais, inveja e fitas-cola, por amor, tristeza, solidão e amargura.

## Elenco
- Lady Noriega - María Soledad González Mejía de Montalvo[1]
- Mauro Urquijo - Ricardo Montalvo Borja
- Álvaro Ruiz  - Alejandro Montalvo
- Stella Rivero - Lucrecia de Montalvo
- Marisol Romero - Rocío Mejía
- Eduardo Hurtado - Alacrán González
- Estela Álvarez - Elena de la Trinidad López
- Gonzalo Samper  - Eduardo Ponce
- Jennifer Oscile - Gisela Mejía
- Xavier Romero  - Raúl Mejía
- Verónica Noboa - Laura Mejía
- Johnny Sotomayor - León Mejía
- Diego Pérez Terán - Marqués
- Jimmy Tamayo - José Mercedes Gamboa
- Lissette Akel - Beatriz Mejía
- Azucena Mora - Petra
- Freddy Zamora - Rambo
- Elvira Carbo - Melcocha
- Amparo Guillén - Nana
- Maricela Gómez - Sonia
- Antonio Santos - Alberto Mejía
- Carlos Valencia - Comissário Cortês
- Ramiro Pérez - Matías
- Christian Norris - Juan Andrés Montalvo
- Jéssica Bermúdez - Raiza Montalvo[2][3]
- Edgar Sánchez Flores - Comisionado del Registro Civil (Boda)
- Tania Márquez - Silvia Mejía[4][5]

## Versões
- María Soledad é um remake da telenovela Marisela, escrita por María Antonieta Gómez, produzida pela extinta emissora venezuelana RCTV e protagonizada por Tatiana Capote, Franklin Virgüez e Loly Sánchez.